# Humanitäres Visum
Ein humanitäres Visum ist ein Visum, das aus humanitären Gründen gewährt wird. Die Bestimmungen zu humanitären Visen unterscheiden sich von Staat zu Staat.

## Schweiz
In Schweizer Auslandsvertretungen kann ein humanitäres Visum (Visum aus humanitären Gründen) für die Schweiz gewährt werden, wenn im Einzelfall offensichtlich davon auszugehen ist, dass der Antragsteller unmittelbar, ernsthaft und konkret an Leib und Leben gefährdet ist. Der Antrag ist in einer Schweizer Botschaft des eigenen Herkunftslandes zu stellen: Befindet sich die Person bereits in einem sicheren Drittstaat, wird in der Regel davon ausgegangen, dass keine Gefährdung mehr besteht. UNHCR kritisierte im Mai 2018, dass dies verfolgte oder anderweitig gefährdete Personen grundsätzlich vom humanitären Visum ausschließe, wenn sie sich in einem Land befinden, in welchem es eine schweizerische Vertretung nicht vorhanden ist, wie etwa in Eritrea, oder aus Sicherheitsgründen vorläufig geschlossen wurde, wie Syrien.
Im Jahr 2019 wurden 172 Visa an Personen ausgestellt, die unmittelbar an Leib und Leben gefährdet waren (gemäss Art. 4 Abs. 2 VEV). Im Jahr 2020 hat die Schweiz 66 humanitäre Visa dieser Kategorie ausgestellt.
Im schweizerischen Asylrecht gab es früher zudem die Möglichkeit, aus dem Ausland Asyl in der Schweiz zu beantragen, indem ein Asylgesuch bei den Schweizer Auslandsvertretungen eingereicht wurde („Botschaftsverfahren“). Diese wurde am 28. September 2012 abgeschafft. Die Möglichkeit, ein humanitäres Visum zu beantragen, blieb bestehen.

## Europäische Union
Das Recht der Europäischen Union sieht kein humanitäres Visum vor.
Der Europäische Gerichtshof (EuGH) urteilte im März 2017, dass die EU-Mitgliedsstaaten nicht verpflichtet sind, in ihren Auslandsbotschaften humanitäre Visa auszustellen. Die Antragsteller hätten vor, sich länger als 90 Tage in Belgien aufzuhalten. EU-Staaten seien auch nicht verpflichtet, alle Menschen aufzunehmen, die eine katastrophale Situation durchlebten. Vielmehr steht es den Mitgliedsstaaten frei, ihre Einreisevisa nach nationalen Regelungen zu vergeben.
Der Generalanwalt Paolo Mengozzi hatte zuvor argumentiert, die Mitgliedstaaten seien zur Vergabe eines humanitären Visums verpflichtet, wenn die Gefahr eines Verstoßes gegen Art. 4 (Verbot der Folter und unmenschlicher oder erniedrigender Strafe oder Behandlung) und/oder Art. 18 der Charta der Grundrechte (Recht auf Asyl) erwiesen ist.
Im Vorfeld der Entscheidung des EuGH wurde der Fall auch politisch stark diskutiert. Einzelne deutsche Politiker hatten die Aussage Mengozzis begrüßt, andere sprachen von einer Überforderung des Asylsystems und betonten, bei humanitären Notlagen müsse die Hilfe in der Region vor Ort Vorrang haben. Die Bundesregierung erklärte in einer Stellungnahme, dass das in Artikel 25 des EU-Visa-Kodex vorgesehene (Notfall-)Visum mit räumlich beschränkter Gültigkeit sich nicht auf Personen erstrecke, die beabsichtigten, internationalen Schutz zu beantragen, da der Antrag dieser Personen auf einen längerfristigen Aufenthalt gerichtet sei.

## Kanada
Für Kanada ist es möglich, von außerhalb Kanadas um Aufnahme als Kontingentflüchtling oder Asylsuchender zu ersuchen, wenn bestimmte humanitäre Kriterien gewährt sind und weitere Voraussetzungen erfüllt werden – darunter beispielsweise ein finanzielles Sponsoring durch eine Organisation oder eine Gruppe von fünf Kanadiern oder in Kanada ansässigen Personen. Ebenso ist es möglich, sich als Sponsor einzutragen. Die Zahl der Flüchtlinge, die auf diese Weise aufgenommen werden, ist begrenzt. Beispielsweise setzte sich Kanada für das Jahr 2017 eine Obergrenze von 1.000 privat gesponserten Flüchtlingen aus Syrien und dem Irak.

## Australien
In Australien gibt es bestimmte Formen des humanitären Visums, darunter u. a. ein Visum für ein von einer dauerhaft in Australien lebenden Person unterstütztes Opfer schwerwiegender Menschenrechtsverletzungen (Special Humanitarian Program Visa, SHP).

## Vereinigte Staaten
In den Vereinigten Staaten können humanitäre Visa, humanitarian parole genannt, für kurzfristige, dringende humanitäre Hilfe gewährt werden, in der Regel für bis zu einem Jahr. Menschen, die andernfalls nicht in die Vereinigten Staaten einreisen könnten, können unter außergewöhnlichen persönlichen Umständen – aus dringenden humanitären Gründen oder aus Gründen eines erheblichen öffentlichen Nutzens – eine solche Bewilligung erhalten.

## Weitere Staaten und Regionen
Einige Staaten sehen die Möglichkeit vor, die Aufnahme in ein Resettlement-Programm oder die Aufnahme als Kontingentflüchtling zu beantragen.